# Altıntaş
Altıntaş (syriska: ܟܦܪܙܐ Kp̄arzē eller Kfarze, kurdiska: Kevirzê eller Keferzê) är en assyrisk/syriansk by i provinsen Mardin i sydöstra Turkiet och ligger ungefär 15 kilometer nordöst om Midyat i det historiska området Tur Abdin. Altıntaş är grannby till Iwardo, Orness och Ḥaḥ. Assyrierna/syrianerna i Altıntaş talar central nyarameiska (Turoyo) och kurderna talar en variant av nordkurdiska (kurmanji).

## Religion
assyrierna/syrianerna i byn tillhör den syrisk-ortodoxa kyrkan av Antiokia och liturgin hålls på klassisk syriska (syriska: ܟܬܒܢܝܐ kṯāḇānāyā/kṯobonoyo eller ܠܫܢܐ ܣܦܪܝܐ leššānā sep̄rāyā/leššono sefroyo) enligt tradition. De allra flesta kurder i byn är muslimer.
Det finns 10 kyrkor och kloster i Altıntaş (Kfarze), eller 11 beroende på hur man räknar, då kyrkan Mor Šaliṭo ligger inuti en annan kyrka.
- Dayro Da-Ṣlibo (syriska: ܕܝܪܐ ܕܨܠܝܒܐ), namnet på klostret betyder kloster av korset.[7][8]
- Qadišto Febronia (syriska: ܩܕܝܫܬܐ ܦܒܪܘܢܝܐ), vilket betyder heliga Febronia.
- Mor Abrohom (syriska: ܡܪܝ ܐܒܪܗܡ), vilket betyder sankt Abraham.[9]
- Mor Eliyo (syriska: ܡܪܝ ܐܠܝܐ), som betyder sankt Elia.
- Mor Gewargis (syriska: ܡܪܝ ܓܘܪܓܝܣ), som betyder sankt George.
- Mor ʿIzozoel (syriska: ܡܪܝ ܥܙܙܐܝܠ), som betyder sankt Azazael.
- Mor Malke (syriska: ܡܪܝ ܡܠܟܐ), som betyder sankt Malke. Malke kommer från det assyriska/syrianska ordet malkā/malko (syriska: ܡܠܟܐ), vilket betyder kung.
- Mor Muše (syriska: ܡܪܝ ܡܘܫܐ), som betyder sankt Mose.
- Mor Šaliṭo (syriska: ܡܪܝ ܫܠܝܛܐ), som ligger inuti kyrkan Mor ʿIzozoel. Ordet Mor betyder sankt, och šaliṭo betyder härskare.
- Mor Yuḥanon (syriska: ܡܪܝ ܝܘܚܢܢ), namnet betyder sankt Johannes.[10][11]
- Yoldaṯ Aloho (syriska: ܝܠܕܬ ܐܠܗܐ), namnet på kyrkan betyder Guds moder.[12][13]

## Befolkning
År 1914 var Altıntaş befolkad av ungefär 160 syrisk-ortodoxa kristna assyriska/syrianska familjer och 70 muslimska kurdiska familjer. 2005 var byn befolkad av 12 assyriska/syrianska familjer och ca 35-40 kurdiska familjer. 2013 var byn befolkad av 11-12 assyriska/syrianska familjer och 23 kurdiska familjer. År 2021 rapporterade den assyriska/syrianska kanalen Mzizah News att byn var befolkad av 15 assyriska/syrianska familjer och 16 kurdiska familjer.
Kurderna i byn tillhör klanen ”Dermemikan” och byn är klanens center.
I byn finns det sju olika assyriska/syrianska klaner (ṭuroyo: bavëkat, vilket kommer från det kurdiska ordet bav som betyder fader – bavëkat är alltså plural av bav på ṭuroyo), dessa är som stamfäder för byns alla assyriska/syrianska familjer.

## Etymologi
Det turkiska namnet kommer från två ord, ”altın” (vilket betyder guld) och ”taş” (vilket betyder sten), det vill säga att Altıntaş betyder guldsten. Det syriska namnet Kp̄arzē härstammar från ordet ”kap̄rā” (ܟܦܪܐ eller ”kafro”, vilket betyder by).

## Historia
Kfarze nämns för första gången 935 e.Kr. Kurder invaderade kyrkan Mor Izozoel 1413 e.Kr. vilket ledde till att en ikon av kyrkans helgon försvann eller förstördes. Den kurdiska rebellen Izz al-Din Scher (kurdiska: Yezdanşêr), släkting till Emir Bedir Khan Beg of Bohtan, attackerade byn 1855, vilket ledde till ett flertal skador för byns kyrkor, framförallt Mor Izozoel, men även många personer i byn, bland dem fyra präster.
Den brittiska arkeologen Gertrude Bell besökte byn år 1909 och 1911

## Anmärkningsvärda personer
religiöst:
1. Dionysios David, syrisk-ortodox ärkebiskop av Qartmin – det vill säga det syrisk-ortodoxa klostret Mor Gabriel, och i Beṯ Rīšā (1220–1230 e.Kr)[25]
2. Saint Severus, abbot i Qartmin (410 e.Kr).[25]
3. Basil Behnam – syrisk-ortodox maphrian i Ṭurʿabdin (1561–1562 e.Kr).
4. Yuhanna Awgen – syrisk-ortodox ärkebiskop i Qartmin (1667–1707 e.Kr).
5. Julius Simon – syrisk-ortodox ärkebiskop i Çatalçam (syriska: ܕܝܪܐ ܕܨܠܝܒܐ dayro da-ṣlibo) (1833–1854 e.Kr).
6. Cyril Zaytun Sawar – syrisk-ortodox ärkebiskop i Çatalçam (syriska: ܕܝܪܐ ܕܨܠܝܒܐ dayrā da-ṣlīḇā or dayro da-ṣlibo) (1842–1854 e.Kr).
7. Timetheos Barsaumo – syrisk-ortodox ärkebiskop i klostret Mor Gabriel – det vill säga Qartmin (1853–1897).
8. Dionysius Isa Gürbuz – född i Kfarze 1964, idag (2021) syrisk-ortodox ärkebiskop i Schweiz och Österrike.
9. Aziz Günel - syrisk-ortodox koribiskop (ärkepräst) och kalligraf, född i Kfarze 1919, dog 1997 i Belgien.
10. Nuʿman Aydin – syrisk-ortodox koribiskop (ärkepräst).

Konstnärlighet:
1. Robert (Tuz) Shabo – modern assyrisk/syriansk sångare med stjärna på Hollywood Walk of Fame. Son till sångaren Aziz Shabo, bor i Belgien.
2. Andy (Kaco) Arameo – modern assyrisk/syriansk sångare som sjunger för det mesta på engelska.